# Villaviciosa (Portugal)
Villaviciosa (en portugués, Vila Viçosa) es un municipio portugués del distrito de Évora, región de Alentejo y comunidad intermunicipal de Alentejo Central, con cerca de 5400 habitantes.

## Geografía
Es la sede de un municipio con 194,62 km² de área y 7388 habitantes (2021), subdividido en cuatro freguesias. Los municipios están limitados al norte el este por el municipio de Elvas, al sur por Alandroal, al oeste por Redondo y al noroeste por Borba.

## Organización territorial
El municipio de Villaviciosa está formado por cuatro freguesias:
- Bencatel
- Ciladas
- Pardais
- Nossa Senhora da Conceição e São Bartolomeu

Los duques de Braganza mantuvieron durante varios siglos sus propiedades en Villaviciosa, y el Palacio Ducal de Villaviciosa, hasta la proclamación de la República.

## Demografía
| Gráfica de evolución demográfica de Vila Viçosa entre 1864 y 2021 |
|                                                                   |
| Datos según el nomenclátor publicado por el INE portugués.        |

## Cultura

### Patrimonio arquitectónico
- Palacio Ducal de Vila Viçosa
- Casa de los Arcos (Palácio Matos Azambuja)
- Castillo de Vila Viçosa
- Chafariz del Rey
- Convento de la Esperanza
- Convento de las Llagas de Cristo
- Convento de Santa Cruz
- Iglesia y Convento de los Agustinos
- Convento de los Capuchinos
- Crucero de la Serpiente o de la Lapa
- Ermita de S. Benito
- Ermita de S. Juan Bautista
- Ermita de S. Luis
- Ermita de Santiago
- Ermita de S. Jerónimo
- Estatua de D. Álvaro de Abranches de la Cámara
- Estatua ecuestre de João II, Duque de Braganza
- Estatua del Dr. Couto Jardim
- Estatua del Dr. Jeremias Toscano
- Estatua de Florbela Espanca
- Estatua de Henrique Pousão
- Estatua de Públia Hortênsia de Castro
- Iglesia de São Bartolomeu
- Iglesia y Jardín del Santuario de Nuestra Señora de la Lapa
- Pelourinho de Vila Viçosa
- Iglesia de Santo Domingo
- Palacio episcopal
- Ermita de S. Eustaquio
- Iglesia del Espíritu Santo
- Puerta del Nó
- Porta dos Nós
- Fuente de la Biquinha
- Tapada Real
- Iglesia de San Antonio
- Iglesia de Nuestra Señora de la Piedad
- Santuário de Nossa Senhora da Conceição de Vila Viçosa
- Barandilla de los Enamorados

### Museos
- Palacio ducal de Villaviciosa
- Museo de Coches
- Museo de Caza
- Museo de Arqueología
- Museo de Arte Sacro
- Museo de Mármol

### Gastronomía
- Açorda
- Arroz-doce
- Azeitonas
- Azevias
- Bolo Finto
- Cozido à Alentejana
- Enchidos
- Ensopado de Borrego
- Filhó
- Gaspacho
- Migas
- Nógado
- Pezinhos de Coentrada
- Queijadas
- Queijos
- Sericá
- Sopa da Panela
- Sopa de Tomate
- Sopa de Batata
- Sopa de Cachola
- Sopa de Beldroegas
- Sopa de Cebola
- Sopa Dourada
- Tibornas
- Toucinho do Céu

### Asociaciones Culturales y Deportivas
- Agrupamento n.º 639 do Corpo Nacional de Escutas
- Ante - Associação para as Novas Tecnologías
- Associação de Escultores do Alentejo
- Associação Humanitária dos Bombeiros Voluntários de Vila Viçosa
- Associação Juvenil Doutor Jardim
- Associação Juvenil Padre Joaquim Espanca
- Associação Real Viçosa
- Biblioteca Florbela Espanca
- Casa do Benfica de Vila Viçosa
- Clube de Tiro ao Voo
- Grupo de Amigos de Vila Viçosa
- Grupo Desportivo Bairrense
- Grupo de Teatro Amador de Vila Viçosa
- Murpi de Vila Viçosa
- Núcleo Sportinguista de Vila Viçosa
- O Calipolense, Clube Desportivo de Vila Viçosa
- Sociedade Artística Calipolense
- Sociedade Columbófila Calipolense
- Sociedade Filarmónica União Calipolense
- Ténis Clube de Vila Viçosa

### Fiestas
Las Festas dos Capuchos que se realizan anualmente en el segundo fin de semana de septiembre. Estas fiestas incluyen animación taurina: corrida de toros a la portuguesa y garraiadas; son fiestas religiosas. En el día 8 de diciembre se realiza la peregrinación al Santuario Nacional de Nossa Senhora da Conceição en Vila Viçosa.

### Ciudades hermanas
Villaviciosa está hermanada con:
- Villaviciosa, Asturias (desde 2005)
- Villaviciosa de Córdoba (desde 2005)
- Villaviciosa de Odón, Madrid (desde 2005)
- Olivenza (desde 29 de abril de 2007)
- Sigüenza (desde 26 de abril de 2008)